# Wright Cadet
Wright Cadet — одноэтажный автобус, выпускаемый производителем автобусов из Северной Ирландии Wrightbus с 2000 по 2006 год.

## История
Впервые автобус Wright Cadet был представлен в 2000 году. За его основу было взято шасси VDL SB120. Всего был произведён 681 автобус, 366 из которых эксплуатировалось в Лондоне, остальные 35 — в Ирландии. Существует также увеличенный на несколько миллиметров вариант Wright Commander.

### Volvo Merit
Это шасси пришло на смену снятому с производства в 2001 году Volvo B6BLE.